# 索莫托

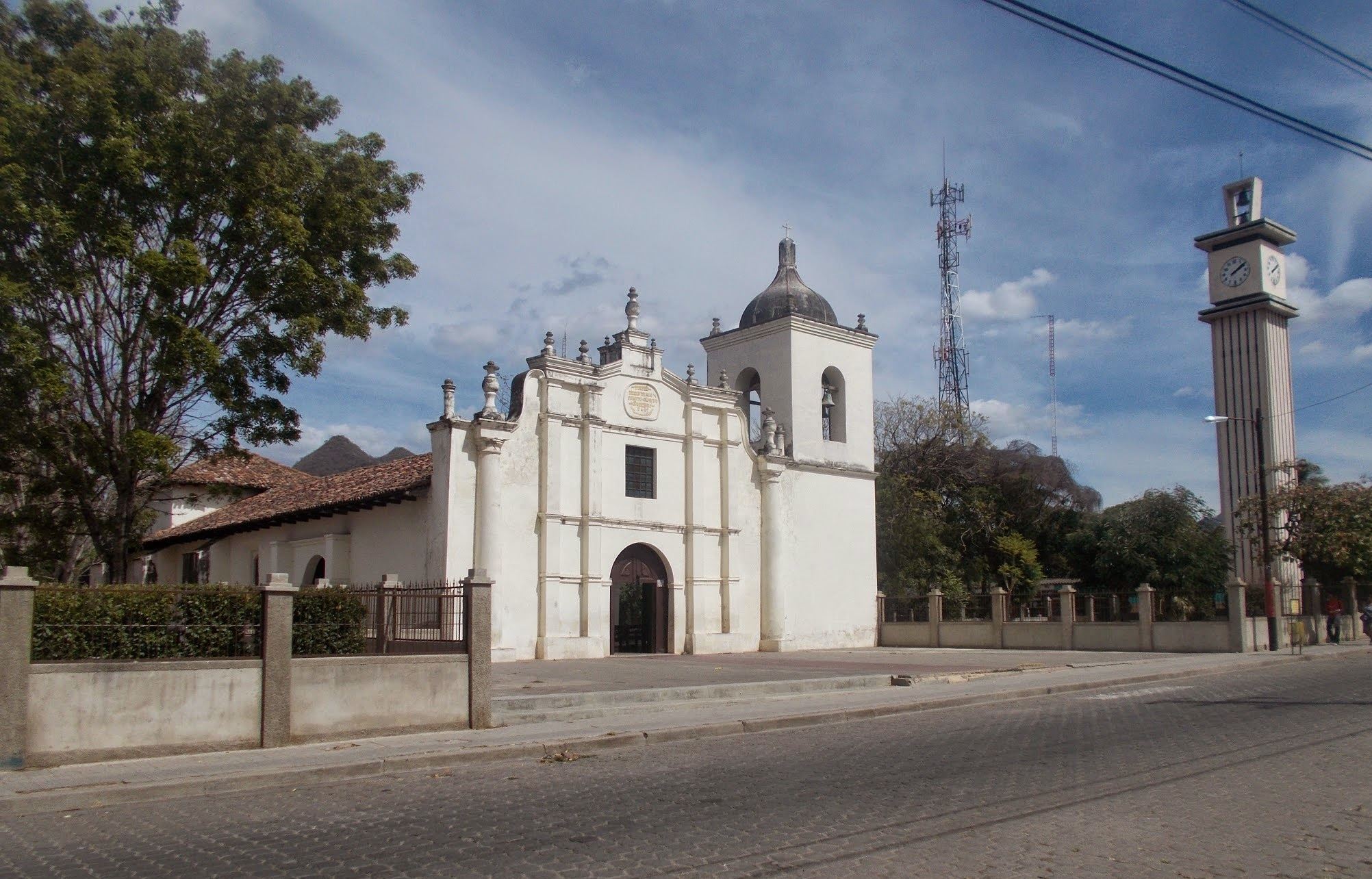
索莫托

索莫托（Somoto）是尼加拉瓜的城市，也是馬德里斯省的首府，位於該國西北部，距離奧科塔爾20公里，始建於1867年，面積466平方公里，海拔高度1,867米，2005年人口約20,300。

## 外部連結
- Website of Somoto Madriz - Non official site

13°29′N 86°35′W / 13.483°N 86.583°W